# Euphorbia urceolophora
Euphorbia urceolophora är en törelväxtart som beskrevs av Parodi. Euphorbia urceolophora ingår i släktet törlar, och familjen törelväxter.
Artens utbredningsområde är Paraguay. Inga underarter finns listade i Catalogue of Life.